# Kristijan Milić
Kristijan Milić (Zagreb, 25. prosinca 1969.) je hrvatski redatelj.

## Životopis
"Sa 17 godina sam gledao 'Taksista' i shvatio što želim u životu." Trebalo je neko vrijeme da se želja iz 17-te godine ostvari, Milić 1993. godine počinje raditi kao scenski radnik i rasvjetljivač. Sljedeće, 1994. godine upisuje Akademiju dramskih umjetnosti, gdje je 2001. godine diplomirao. Ono što je želio raditi od 17-e godine započeo je 2000., prvo kao redatelj reklama i glazbenih spotova. Nakon toga režirao je nekoliko kratkometražnih filmova među kojima Netrpeljivost (1995.), Backwoods (1998.), Dosada (1998.) i Sigurna kuća (2002.) - dio dvodijelnog omnibusa "24 sata", dobitnika Nagrade za najbolji debitantski film na Festivalu igranog filma u Puli 2002. godine. Široj publici Milić je poznatiji po dva ratna filma koja su oba u Puli nagrađena s 8 zlatnih arena, Živi i mrtvi iz 2007. godine i Broj 55 iz 2014. godine. Željko Luketić hvali Milića ovako: "Radeći prema knjizi i scenariju Josipa Mlakića, Milić je na ovaj set pun ‘mrtvih Bošnjaka’ doveden kao iznajmljeni redatelj, a sudeći prema viđenom, nije tamo zalutao, niti ga je prst sudbine iznevjerio. “Živi i mrtvi” baš i jesu savršen materijal za nekoga tko među uzore stavlja Sama Peckinpaha i Waltera Hilla, staru ekipu namrgođenih klasika kojima je nasilje obilježilo stilski gard, čemu Milić u jednoj sekvenci propucavanja glave efektno odaje svoj ‘slow motion’ naklon.", no ništa se manje zvučni filmski uzori ne spominju ni 6 godina poslije: "Prošle godine novine su bile pune “Broja 55”, pa se među ostalim moglo pročitati i kako ste na umu imali Carpentera, Peckinpaha, Hilla... - Carpenter je spomenut jer struktura već na razini scenarija poprilično podsjeća na “Napad na policijsku postaju 13”. Peckinpahov se utjecaj (kao i uvijek) provlači kroz usporene kadrove pucnjave i umiranja, dok na Hillovu nezaobilaznu “Južnjačku utjehu” podsjeća jedna, ovaj put i jedina, šumska sekvenca." Milić je osim filmova, reklama i spotova režirao i TV serije, Počivali u miru (2013.), Larin izbor, Najbolje godine, Hitna 94, Ne daj se Nina.

## Nepotpun filmopis

### Filmovi
- Netrpeljivost (1995.)
- Backwoods (1998.)
- Dosada (1998.)
- Sigurna kuća (2002.)
- Živi i mrtvi (2007.)
- Metastaze - Keks (uloga) (2009.)
- Zamka (za) snimatelja, kratki (2010.)
- Soba 3, kratki (2014.)
- Broj 55 (2014.)
- Mrtve ribe (2017.)
- Bojnik, kratki dokumentarni (2017.)
- Posljednji Srbin u Hrvatskoj kao Kujtim Prekazi (uloga) (2019.)

### TV serije
- Ne daj se, Nina (2007.), 15 epizoda
- Hitna 94 (2008.), 8 epizoda
- Najbolje godine (2009. – 2011.), 58 epizoda
- Larin izbor (2011.), 4 epizode
- Počivali u miru (2013.), 6 epizoda

## Vanjske poveznice
- http://www.havc.hr/hrvatski-film/katalog-hrvatskih-filmova/broj-55